# Damian Michałowski

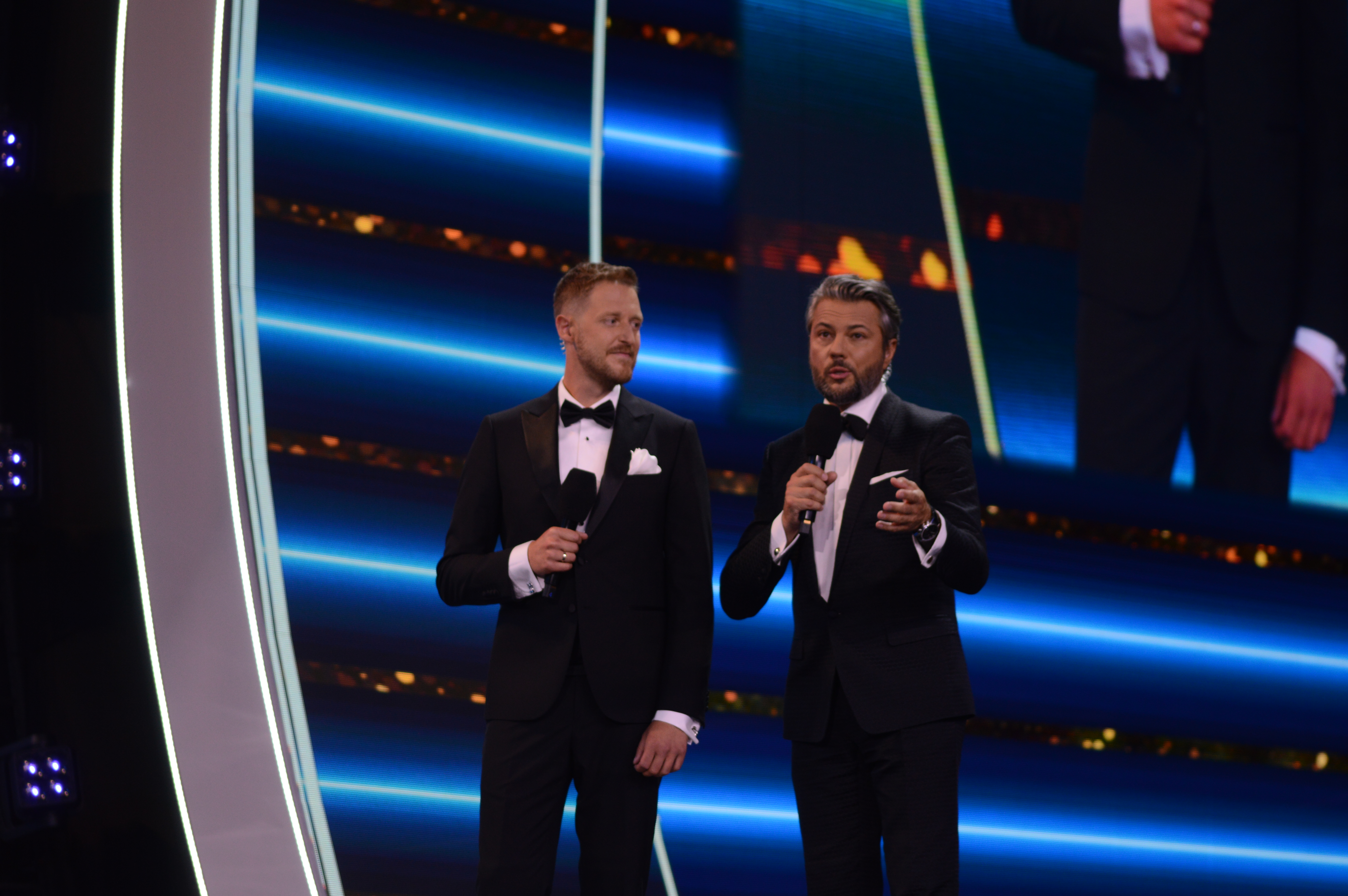
Damian Michałowski (z lewej) i Olivier Janiak podczas Top of the Top Sopot Festival 2022

Damian Michałowski (ur. 2 września 1988 w Zielonej Górze) – polski dziennikarz i prezenter radiowo-telewizyjny.

## Wykształcenie
Ukończył studia na Wydziale Dziennikarstwa i Nauk Politycznych UW.

## Kariera w mediach
Karierę medialną rozpoczął w 2006 od działalności w Akademickim Radiu Index w Zielonej Górze. W 2008 został redaktorem sportowym w Radiu TOK FM w Warszawie, a w 2010 przeszedł do Radia ZET, dla którego początkowo prowadził serwisy sportowe, a następnie współprowadził popołudniowy program Uważam ZET i poranną audycję Dzień dobry bardzo. Jako reporter Radia Zet występował także w programach: The Voice of Poland, Szansa na sukces, Czar par i Mam talent!
Współprowadził koncerty sylwestrowe w TVP2. Był gospodarzem letniej trasy koncertowej TVP2 i Radia ZET "Lato ZET i Dwójki", a także współprowadził koncerty w telewizjach TVN i Polsat. W 2018 prowadził finałowy koncert trasy "Lato, Muzyka, Zabawa" w TVP2.
W 2017 prowadził pierwszą edycję reality show telewizji Polsat Wyspa przetrwania. Był również związany z telewizją muzyczną 4fun.tv, w której prowadził program lifestyle’owy Wielka Wylewka. Od marca 2020 jest jednym z prowadzących poranny program Dzień dobry TVN. Od listopada 2021 razem z Sebastianem Szczęsnym prowadzi studio między zawodami Pucharu Świata w skokach narciarskich na antenie TVN i w serwisie Player.pl.

## Życie prywatne
Żonaty, ma syna Henryka (ur. 2016) i córkę Helenę (ur. 2019).